# Diamondville (hardware)
Diamondville è un processore Intel sviluppato per i sistemi mobile e desktop di fascia più economica. I modelli di Diamondville hanno costi finali ancora più contenuti di quanto già possibile con le soluzioni Celeron (in particolare le sue diverse varianti Celeron D, Celeron (serie xxx), Celeron Dual Core e Celeron M) ed è stato presentato il 3 giugno 2008 con il nome commerciale Atom.

## Obiettivi di Diamondville
Come il settore di mercato lascia intendere, i processori Diamondville non puntano ad offrire il massimo delle prestazioni ma, grazie al costo d'acquisto estremamente contenuto, addirittura inferiore a quello disponibile già da tempo con le soluzioni Celeron, mirano alla conquista del mercato dei dispositivi portatili e dei PC di fascia più bassa (che potranno avere costi finali al di sotto dei 250 $), sfruttando pienamente i vantaggi della produzione in grandi volumi.
Uno dei progetti a cui Intel tiene molto e ha dato un forte impulso allo sviluppo di tali soluzioni è il cosiddetto Intel ClassMate, ovvero l'alter ego del progetto OLPC che punta a realizzare notebook da soli 100 $ destinati ai paesi in via di sviluppo. Mentre il progetto OLPC infatti è basato su un processore AMD, Intel ha nel frattempo sviluppato un intero sistema (il ClassMate appunto) per poter competere nella nuova lotta commerciale nei mercati emergenti.
È da evidenziare che il nome commerciale Atom viene utilizzato da Intel anche per il processore Silverthorne che è la prima CPU ad essere stata sviluppata espressamente per l'integrazione nei sistemi ultra portatili UMPC e MID, al cui successo il produttore crede molto. Il processore Silverthorne costituisce inoltre la base della nuova piattaforma Centrino Atom insieme ad un chipset espressamente progettato allo scopo, chiamato Poulsbo.

## Caratteristiche tecniche

### Processo produttivo
Intel non ha rilasciato dichiarazioni pienamente esaustive riguardo alle caratteristiche tecniche di Diamondville limitandosi ad affermare che esso è in sostanza derivato da Silverthorne (e di conseguenza basato su un'architettura di tipo in-order) ma sono state aggiunte tutta una serie di ottimizzazioni per migliorare la sinergia con le applicazioni desktop e al tempo stesso alcune soluzioni tecniche che dovrebbero consentire costi realizzativi ancora più bassi. Viene quindi realizzato mediante il processo produttivo a 45 nm (identico a quello utilizzato per gli altri progetti Intel a 45 nm, quindi basato sulla nuova tecnologia "High-K metal-gate CMOS").
Nelle sue prime versioni è single core (al pari di Silverthorne) e quindi il suo progetto appare molto simile a quello del "fratello": è quindi in grado di gestire due thread simultaneamente e vede la ricomparsa della tecnologia Hyper-Threading. Il bus è quello a 533 MHz e la cache L2 di 512 KB, ma le ottimizzazioni per il settore desktop hanno aumentato il consumo massimo a circa 4 W (contro i 2,5 W di Silverthorne).
Una caratteristica peculiare è data dal fatto che Diamondville viene realizzato utilizzando un package leggermente più grande rispetto a quello utilizzato per Silverthorne, al fine di poter essere utilizzato con motherboard a 4 strati (meno costose), e inoltre viene commercializzato direttamente saldato alla scheda madre, in un socket chiamato Socket 437, e raffreddato da un dissipatore passivo, per un costo complessivo di circa 50 $.
In un secondo tempo, il 22 settembre 2008, è iniziata la commercializzazione anche delle versioni dual core di Diamondville, dal consumo massimo di 8 W. Inizialmente, a causa degli scarsi dettagli rilasciati da Intel riguardo a questo nuovo progetto, era sorto il dubbio se la cache L2 sarebbe stata condivisa tra i due core, come in tutti i recenti prodotti dual core della casa, oppure sarebbe stata formata da 2 blocchi da 512 KB separati; successivamente, nei primi giorni di settembre 2008, si è saputo che la versione dual core di Diamondville sarebbe stata realizzata mediante un approccio a Die Doppio unendo quindi 2 core sullo stesso package. Si tratta di un approccio differente rispetto a quello utilizzato per tutti i recenti processori dual core della casa (che è di tipo a Die Monolitico) e che era stato utilizzato per la prima volta da Intel per i Pentium D Presler. Dato che i due core sono fisicamente separati sul package è chiaro come le cache L2 siano necessariamente separate e quindi non possono essere sfruttati i vantaggi prestazionali di un progetto dual core nativo, ma tale scelta contribuirà ad aumentare la resa produttiva dei wafer mantenendo bassi i costi di produzione.

#### Sfruttamento della cache L2
Nei processori dual core e multi core si pone il problema di come sfruttare la grande dotazione di cache L2 e come gestirne l'accesso da parte dei vari core. I diversi approcci di costruzione cui si è accennato poco sopra, comportano pro e contro relativamente ai metodi di fruizione di questa preziosa memoria aggiuntiva. Buona parte di questi aspetti è evidenziata nella voce Dual core (gestione della cache), in cui si fa riferimento anche ad altri processori che sfruttano i differenti approcci.

### Tecnologie implementate
Derivando dal progetto Silverthorne, Diamondville ne eredita anche tutte le tecnologie implementate. A parte la già citata tecnologia Hyper-Threading, sono state integrate anche tutte le altre tecnologie già presenti da tempo nei progetti Intel, tra cui le istruzioni MMX, SSE, SSE2, SSE3 e XD-bit. A differenza di quanto avviene per Silverthorne sono state integrate anche le estensioni EM64T per l'esecuzione di codice a 64 bit, sebbene solo nelle versioni pensate per il settore desktop; si tratta in ogni caso di una tecnologia poco utile in questo tipo di sistemi, sebbene sicuramente di più che negli UMPC. Non è invece presente la tecnologia di virtualizzazione Vanderpool, mentre quella per il risparmio energetico, SpeedStep, viene integrata solo nelle versioni destinate al settore mobile.

## Piattaforma per Diamondville
Agli inizi del 2008 era stato annunciato l'arrivo della piattaforma Shelton'08 come base per i sistemi di fascia più economica e, poco dopo, Intel ha confermato che il processore alla base di tale piattaforma sarebbe stato appunto Diamondville insieme ad una variante del chipset desktop i945 (conosciuta come i945GSE) abbinato al southbridge ICH7-M; a differenza di Silverthorne, che viene abbinato al già citato chipset Poulsbo espressamente progettato per l'integrazione nei dispositivi UMPC, Diamondville utilizza un chipset derivato dal settore desktop per poter contenere al massimo i costi, ma che inoltre ha il vantaggio di offrire il supporto dual channel per la memoria RAM, sebbene non tutti i produttori di schede madri pensate per Diamondville integrino 2 slot per la memoria. In ogni caso l'i945GSE consuma circa la metà del modello desktop dal quale deriva: 11,8 W contro 22,2 W.
Con l'arrivo, a settembre 2008, della versione dual core di Diamondville, è arrivata anche una nuova scheda madre sviluppata appositamente per tale variante: si tratta della scheda D945GCLF2 basata attorno al chipset i945GC, che integra il comparto grafico GMA 950 e può ospitare fino a 2 GB di RAM.

### Diamondville solo con schede madri mini-ITX
Intel ha manifestato l'intenzione di voler operare una ben precisa strategia commerciale che le consentirà di creare una differenziazione tra i cosiddetti sistemi Nettop (vale a dire i sistemi desktop ultra-economici pensati principalmente per la navigazione internet) e i normali sistemi di fascia bassa. Il processore Diamondville infatti oltre ad essere direttamente saldato sulla scheda madre (come accennato sopra), viene anche abbinato solamente a motherboard in formato mini-ITX, dando vita a piattaforme con poca possibilità di espansione, caratterizzate dall'assenza di slot PCI Express e con un solo slot di espansione per la memoria RAM. I frutti di una tale strategia dovrebbero venir colti soprattutto dai produttori di tali schede madri che finora erano sempre state relegate ad ambiti di impiego secondari.

## Prezzi delle varie versioni di Diamondville
Inizialmente sono state commercializzate solo 2 versioni dalle stesse caratteristiche tecniche ma indirizzate ai due differenti settori di mercato:
- Atom 230 (Diamondville-SC 230) - 29 $ - settore Desktop
- Atom N270 (Diamondville-SC N270) - 44 $ - settore Mobile

Sebbene inizialmente previste per luglio 2008, la prima versione dual core di Diamondville è arrivata solo a settembre, a causa dei problemi di disponibilità della versione single core Atom 230. Al principio era stato ipotizzato che esse avrebbero potuto essere commercializzate con il marchio Celeron (probabilmente della serie 3xx) e indirizzate esclusivamente al settore desktop, ma successivamente Intel ha deciso di confermare il nome commerciale di Atom, anche per queste versioni:
- Atom 330 (Diamondville-DC 330) - settore Desktop

A febbraio 2009 è arrivata anche una versione leggermente migliorata per il settore mobile:
- Atom N280 - 44 $ - settore mobile

che offre solo un BUS più veloce e un clock leggermente più alto rispetto al modello N270, a fronte di un consumo inferiore. La vera novità risiede nel chipset abbinato a tale CPU, che è il nuovo GN40 (derivato dalla famiglia desktop Eaglelake) in luogo del precedente i945GSE. Il nuovo chipset è dotato di un comparto grafico decisamente più evoluto rispetto al vecchio GMA 950, e questo consentirà ai produttori di Netbook di offrire sistemi (i cosiddetti "Enhanced Media Netbook") in grado di decodificare agevolmente anche i flussi video ad alta definizione. Tale maggiore potenza però si tradurrà in sistemi che arriveranno a consumare fino al doppio dei Netbook equipaggiati con il chipset della famiglia precedente, 16,5 W contro 8 W complessivi circa.

## Modelli
La tabella seguente mostra i modelli di Atom, basati su core Diamondville, arrivati sul mercato. Molti di questi condividono caratteristiche comuni pur essendo basati su diversi core; per questo motivo, allo scopo di rendere maggiormente evidente tali affinità e "alleggerire" la visualizzazione alcune colonne mostrano un valore comune a più righe. Di seguito anche una legenda dei termini (alcuni abbreviati) usati per l'intestazione delle colonne:
- Nome Commerciale: si intende il nome con cui è stato immesso in commercio quel particolare esemplare.
- Data: si intende la data di immissione sul mercato di quel particolare esemplare
- Socket: lo zoccolo della scheda madre in cui viene inserito il processore. In questo caso il numero rappresenta oltre al nome anche il numero dei pin di contatto.
- N°C.: sta per "N°Core" e si intende il numero di core montati sul package: 1 se "single core" o 2 se "dual core".
- Clock: la frequenza di funzionamento del processore.
- Molt.: sta per "Moltiplicatore" ovvero il fattore di moltiplicazione per il quale bisogna moltiplicare la frequenza di bus per ottenere la frequenza del processore.
- Pr.Prod.: sta per "Processo produttivo" e indica tipicamente la dimensione dei gate dei transistors (180 nm, 130 nm, 90 nm) e il numero di transistor integrati nel processore espresso in milioni.
- Voltag.: sta per "voltaggio" e indica la tensione di alimentazione del processore.
- Watt: si intende il consumo massimo di quel particolare esemplare.
- Bus: frequenza del bus di sistema.
- cache: dimensione delle cache di 1º, 2º e 3º livello.
- XD: sta per "XD-bit" e indica l'implementazione della tecnologia di sicurezza che evita l'esecuzione di codice malevolo sul computer.
- 64: sta per "EM64T" ovvero l'implementazione della tecnologia a 64 bit di Intel.
- HT: sta per "Hyper-Threading" e indica l'implementazione della esclusiva tecnologia Intel che consente al sistema operativo di vedere 2 core logici.
- ST: sta per "SpeedStep Technology" ovvero la tecnologia di risparmio energetico sviluppata da Intel e inserita negli ultimi Pentium 4 Prescott serie 6xx per contenere il consumo massimo.
- VT: sta per "Vanderpool Technology", la tecnologia di virtualizzazione che rende possibile l'esecuzione simultanea di più sistemi operativi differenti contemporaneamente.

| Nome Commerciale | Data        | Socket | N°C. | Clock    | Molt. | Pr.Prod.      | Voltag. | Watt  | Bus     | cache                 | XD | 64 | HT | ST | VT |
| ---------------- | ----------- | ------ | ---- | -------- | ----- | ------------- | ------- | ----- | ------- | --------------------- | -- | -- | -- | -- | -- |
| Atom 230         | 3/giu/2008  | 437    | 1    | 1,6 GHz  | 12x   | 45 nm 47 mil. | 1,2 V   | 4 W   | 533 MHz | L1=56KB L2=512 KB     | Sì | Sì | Sì | No | No |
| Atom N270        | 3/giu/2008  | 437    | 1    | 1,6 GHz  | 12x   | 45 nm 47 mil. | 1,2 V   | 2,5 W | 533 MHz | L1=56KB L2=512 KB     | Sì | No | Sì | Sì | No |
| Atom 330         | 22/set/2008 | 437    | 2    | 1,6 GHz  | 12x   | 45 nm 94 mil. | 1,2 V   | 8 W   | 533 MHz | L1=2x56KB L2=2x512 KB | Sì | Sì | Sì | No | No |
| Atom N280        | /feb/2009   | 437    | 1    | 1,66 GHz | 10x   | 45 nm 47 mil. | 1,2 V   | 2 W   | 667 MHz | L1=56KB L2=512 KB     | Sì | No | Sì | Sì | No |

Nota: la tabella soprastante è un estratto di quella completa contenuta nella pagina dell'Intel Atom.

## Il successore
Il successore di Diamondville sarà Pineview, basato sulla stessa architettura di Lincroft (a sua volta il successore di Silverthorne), quindi dotato anche del sottosistema grafico integrato ma disponibile anche in versioni dual core con tecnologia Hyper-Threading.